# 49 днів (телесеріал)
«49 днів» (кор. 49일) — південнокорейський телевізійний серіал режисера Чо Йон Квана, у жанрі — фентезі, мелодрама, драма. Серіал транслювався щосереди та щочетверга з 16 березня по 19 травня 2011 року на телеканалі SBS, складається з 20 серій.

## Сюжет
Сін Чі Хьон по праву вважала себе улюбленицею долі: у дівчини було все, про що тільки можна було мріяти. Багата і любляча сім'я, вірні друзі і відданий наречений. Але фортуна мінлива: відбувається страшна аварія, в результаті якої дівчина впадає в кому. Але Чі Хьон не судилося загинути в той день, тому її душа не покинула світ живих. Загадковий юнак, який назвався женцем, пропонує їй операцію: зібрати сльози трьох людей, що щиро любили її, і тоді Чі Хьон зможе повернутися до життя. Але завдання, що здалося дівчині дрібницею, перевертає все її уявлення про життя. Виявилося, вона зовсім не знала думок і почуттів оточуючих її людей… Вселяючись на час у тіло продавчині Сон І Ґьон, Чі Хьон змушена заново пізнавати світ і своїх близьких, а також шукати тих трьох, хто сумують за нею.

## Дійові особи

### Головні герої
- Лі Йо Вон у ролі Сон І Ґьон — жінки, у якої запозичено тіло. Їй немає для чого жити, вона сильно пригнічена і хоче покінчити життя самогубством. Як, будучи одержимою духом іншої людини, вона змінить свої погляди на життя?
- Нам Гю Рі у ролі Сін Чі Хьон — щасливої дівчини з багатої сім'ї, яка через автокатастрофу перед її весіллям впадає в кому. Але Death Scheduler (Жнець) дає їй шанс повернутися до життя, якщо вона зможе переконати трьох осіб (крім її кровних родичів, в тому числі і батьків) пролити справжні сльози для неї, на це у неї є 49 днів. Щоб зробити це, їй дозволяється переміститися в тіло іншої жінки. Яку правду вона дізнається про себе та людей, яких вона любить? Чи повернеться вона до земного життя?
- Чо Хьон Дже у ролі Хан Кана — любові дитинства Сін Чі Хьон. Він самотній, байдужий, холодний, практично завжди в поганому настрої. Він втратив батьків у ранньому віці і ріс без будь-якої родинної любові. Він знаходиться в складних стосунках з Сон І Ґьоною, коли вона була собою і коли вона одержима духом Сін Чі Хьон. Чи зможе Сон І Ґьон / Сін Чі Хьон домогтися щирих сліз свого друга дитинства?
- Пе Су Бін у ролі Кан Мін Хо — нареченого Сін Чі Хьон. Він випускник Національного університету Сеула, отримав спеціальність Магістра ділового адміністрування в США. У нього було важке дитинство, але він наполегливо працював для досягнення успіху, долаючи всі труднощі, і його холодне серце замасковане під маскою душевної посмішки. Чи проллє він сльози заради своєї нареченої, Сін Чі Хьон?
- Чон Іль У у ролі Сон І Су — Death Scheduler. Відповідальний за спрямування душ до загробного життя. Він досить імпульсивний, також чесний і дуже цікавиться світом навколо. Він має робити свою роботу протягом 5 років, після чого також зможе увійти в загробне життя. Його обов'язок знаходиться під загрозою зриву, залишилися останні 50 днів його роботи, коли він стикається з довгим відновленням Сін Чі Хьон.
- Со Чі Хє у ролі Сін Ін Чон — найкращої подруги Сін Чі Хьон; вона працює секретаркою в компанії батька Чі Хьон. Вона розумна й егоїстична. Вона також культурна, рішуча ділова жінка, яка використовує любов для досягнення своїх бажань. Вона зображує новий термін «крижана міська дівчинка». Вона амбітна та недобросовісна і в суспільстві з зумовленими соціальними класами вона зраджує свого найкращого друга. Чи встигне вона змінитися і пролити сльози за найкращу подругу, щоб допомогти їй повернутися до життя?